# Heinz Schumann
Heinz Schumann (ur. 6 sierpnia 1936 w São Paulo) – niemiecki lekkoatleta, sprinter, olimpijczyk. Podczas swojej kariery reprezentował Republikę Federalną Niemiec.

## Życiorys
Zajął 6. miejsce w finale biegu na 200 metrów i odpadł w półfinale biegu na 100 metrów na  mistrzostwach Europy w 1962 w Belgradzie. Startując na igrzyskach olimpijskich w 1964 w Tokio we wspólnej reprezentacji Niemiec zajął 5. miejsce w finale biegu na 100 metrów i odpadł w półfinale biegu na 200 metrów. Odpadł w półfinale biegu na 60 metrów na europejskich igrzyskach halowych w 1966 w Dortmundzie.
Był mistrzem RFN w biegu na 100 metrów w 1962 i brązowym medalistą w tej konkurencji w 1964, a w biegu na 200 metrów mistrzem w 1964 i brązowym medalistą w 1962. W hali był mistrzem w biegu na 60 metrów w 1963 i wicemistrzem na tym dystansie w 1966.

## Rekordy życiowe
Rekordy życiowe Schumanna:
- bieg na 100 metrów – 10,3 s (6 czerwca 1963, Lüneburg)
- bieg na 200 metrów – 20,8 s (23 września 1962, Brema)